# Contest
Contest é uma comuna francesa na região administrativa da Pays de la Loire, no departamento de Mayenne. Estende-se por uma área de 22,96 km². Em 2010 a comuna tinha 876 habitantes (densidade: 38,2 hab./km²).